# 大川万裕子
大川 万裕子（おおかわ まゆこ、1924年3月25日 - 没年不明）は、日本の元女優。東京俳優生活協同組合に所属していた。
旧芸名は大川 真由。

## 出演作品

### テレビドラマ

#### NHK
- NHK劇場 / 協力者（1968年）
- 天下御免（1971年）
- コチャバンバ行き（1973年）
- 大河ドラマ
  - 獅子の時代（1980年） - 城内の女
  - おんな太閤記（1981年） - 町人
  - いのち 第24話「結婚式」（1986年） - 患者
  - 翔ぶが如く 第二部「明治編」 第41話「東京政府孤立」（1990年） - 産婆
- 連続テレビ小説
  - おしん 第130、142話（1983年 - 1984年） - 女衆
  - 君の名は 第一部 第70話（1991年）
- 土曜ドラマ / 新十津川物語 明治編（1991年） - 花田タミ

#### 日本テレビ
- 超人バロム・1 第32話「魔人トゲゲルゲが死の山へまねく!!」（1972年） - おばあさん
- 白い牙 第22話「クレージーライダー」（1974年）
- 太陽にほえろ! 第186話「復讐」（1976年）
- 大都会 闘いの日々 第11話「大安」（1976年）
- 西遊記II 第9話「地獄極楽宙ぶらりん」（1980年）
- 火曜サスペンス劇場
  - 球形の荒野（1981年）
  - L特急さざなみ7号で出会った女（1988年） - 旅館の女将
  - フルムーン旅情ミステリー 第4作「遠い記憶」（1991年）
  - 監察医・室生亜季子 第10作「顔の無い白骨死体」（1991年）

#### TBS
- 東芝日曜劇場
  - みずぐるま（1967年）
  - 女たちの忠臣蔵（1979年）
- テレビ映画 / 日高川（1967年）
- 渥美清の泣いてたまるか 第63話「ああ無名戦士!」（1967年）
- 七人の刑事 第2シーズン 第335話「タケさんの天職」（1968年）
- ジャンケンケンちゃん 第26話「おれたちゃこわしや」（1969年）
- 不二家の時間 / サインはV（岡田可愛版）
  - 第9話（1969年）
  - 第33話（1970年）
- 好き! すき!! 魔女先生 第23話「恐怖の毒薬! 地獄の妖女」（1972年）
- ありがとう 第2シリーズ 第49話（1972年） - 患者
- ゆびきり 第8話（1973年） - 団地の主婦
- おさななじみ 第7話（1973年）
- ブラザー劇場 / 刑事くん 第2部 第21話「手探りで幸せを…」（1973年）
- 金曜ドラマ / 白い影 第3話（1973年） - 菊地の妻
- 花王 愛の劇場
  - 真珠夫人（1974年） - 杉野豊子
  - 岸壁の母 （1977年） - 老婦人
- 明日の刑事 第1話「昌子絶唱 行かないで!」（1977年）
- 仮面ライダー (スカイライダー) 第46話「怪談シリーズ くだける人間! 鏡の中の恐怖」（1980年） - 黒衣の老婆（カガミトカゲ人間態）[1]
- 噂の刑事トミーとマツ 第1シリーズ 第45話「トミマツの、 ヤマトよ永遠に」（1980年）
- 好色一代男 世之介の愛して愛して物語（1986年）
- ドラマ23 / 別れぬ理由（1988年）
- 代議士の妻たちII 第2話「身内のスキャンダル」（1989年）

#### フジテレビ
- 土曜劇場
  - 花いちもんめ（1968年）
  - 白い巨塔 第2話（1978年）
- 科学捜査官 第9話「殺人指定席」（1973年）
- ライオン奥様劇場10周年記念番組 / 愛染かつら（1974年）
- あかんたれ
  - 第8話（1976年）
  - 第26話（1977年）
- 江戸の激斗 第14話「迷い道」（1979年）
- 月曜ドラマランド / うっかり夫人ちゃっかり夫人（1983年）
- 勝手に!カミタマン 第2話「突然! トロピカル神社」（1985年） - 老婆
- 金曜おもしろバラエティ / 心はロンリー気持ちは「…」III（1986年）
- 金曜女のドラマスペシャル / 私の夫はルージュが似合う（1987年）
- 教師びんびん物語 第8話「銀座はオレのステージだ!」（1988年）
- 悪魔のささやき（1991年） - 巫女の老婆

#### テレビ朝日
- テレビスター劇場 / 華麗なる一族（1974年） - 石川千鶴
- 敬礼!さわやかさん 第7話「ミニパト1号けんか中」（1975年）
- 破れ傘刀舟悪人狩り（1976年）
  - 第68話「大奥乱れ花」 - お芳
  - 第90話「さすらい母恋い唄」
- 鬼平犯科帳 (萬屋錦之介) 第1シリーズ（1980年）
  - 第16話「火つけ船頭」
  - 第23話「猫じゃらしの女」
- 特捜最前線
  - 第269話「窓際警視、投げ込み魔を追う!」（1982年）
  - 第278話「逮捕 魔の24時間!」（1982年）
  - 第337話「哀歌をうたう女!」（1983年）
  - 第413話「眠れ父よ、季節はずれの雛人形!」（1985年）
  - 第425話「あるサラリーマンの死!」（1985年）
  - 第443話「生きていた死体! 疑惑のニセ家族!」（1985年）
  - 第455話「絆・ミッドナイトコールに殺しの匂い！!」（1986年）
  - 第482話「警官失踪・闇に哭く銃声!」（1986年）
  - 第505話「地上げ屋殺し」（1987年）
- スーパー戦隊シリーズ
  - 大戦隊ゴーグルファイブ 第35話「鉄喰い人間の襲撃」（1982年）
  - 科学戦隊ダイナマン 第48話「夢野博士の大秘密」（1984年） - 美那の母
  - 超獣戦隊ライブマン 第4話「暴け! ダミーマン」（1988年） - お婆ちゃん
- 土曜ワイド劇場
  - 西村京太郎トラベルミステリー 第2作「再婚旅行殺人事件」（1982年）
  - 三毛猫ホームズシリーズ 第5作「三毛猫ホームズの運動会 だるま競争殺人事件 さらば愛する妻よ」（1983年）
  - 西村京太郎トラベルミステリー 第10作「L特急「雷鳥九号」殺人事件」（1987年）
  - 探偵・神津恭介の殺人推理 第6作「私は殺される」（1987年）
  - 家政婦は見た! 第8作「銀座－京都 虚飾と欲望に燃える美しい母娘の艶やかな秘密」（1990年）
  - 密会の宿 第7作「女たちの殺人慰安旅行 忘れられた結婚指輪の秘密」（1992年）
  - 遠野殺人事件（1992年）
- 私鉄沿線97分署 第94話（最終回）「さらば! プレハブ刑事たち!!」（1986年）
- はぐれ刑事純情派
  - 第1シリーズ 第10話「老人の夢をくう女」（1988年）
  - 第4シリーズ 第14話「過労死の悲劇・安浦刑事も疲れ気味?」（1991年）
- 代表取締役刑事 第2話「終着駅」（1990年）
- さすらい刑事旅情編IV 第6話「二重結婚サギ! 山手線の女」（1991年）

#### 東京12チャンネル→テレビ東京
- プレイガール 第55話「謎の尼寺博徒」（1970年）
- 日本怪談劇場 第11話「怪談・耳なし芳一」（1970年） - 二位の尼
- 大江戸捜査網 第3シリーズ 第299話「怪奇 生きていた死美人」（1979年）
- 12時間超ワイドドラマ / それからの武蔵 第2話「対決二刀流」（1981年）

### 映画
- 軽井沢夫人（1982年、にっかつ）
- きんぴら（1990年、東映）